# Synaldis alfalfae
Synaldis alfalfae är en stekelart som beskrevs av Fischer 1967. Synaldis alfalfae ingår i släktet Synaldis och familjen bracksteklar. Inga underarter finns listade i Catalogue of Life.